# ハスラー事件
ハスラー事件（ハスラーじけん）は、1970年に千葉県船橋市の中山競馬場で発生した暴動事件である。

## 概要
1970年10月11日、中山競馬場で行われた第6競走の「あきはぎ賞」において、単勝1番人気の出走馬ハスラーがゲート式発馬機内で暴れてゲートを破壊した際に右後脚を負傷し、発走除外となった。
当時の中央競馬では連勝複式馬券は枠番によるものしか発売されておらず、ハスラーと同じ枠の競走馬の実力は低く評価されていた。そのためゲートの修理中に主催者である日本中央競馬会に連勝複式馬券の買戻しを要求する観客が現れ、競馬会側は一部の観客に対して買戻しの措置をとった。
あきはぎ賞の終了後、買戻しを受けていなかった観客が買戻しを要求したが競馬会側はこれを拒否した。そのため取り扱いの不平等に不満を覚えた観客数百人が一斉に抗議行動を起こし、その一部が暴動（競馬場施設への放火未遂、競馬会職員に対する傷害など）に発展した。暴動は機動隊が出動したことにより収束し、3名が逮捕された。この騒動で当日のメイン競走であった第4回スプリンターズステークスの発走が25分遅れるなど番組進行に大きな影響が生じた。

## 事件後
本事件後もルール化こそされなかったが、出走馬の取消や除外、あるいは客の買い間違いを理由とした、発売締め切り前の馬券の“取替え”措置が続けられた。しかし馬券発売の締め切り時刻が競馬場内よりも早い場外勝馬投票券発売所では、締め切り後に起きた発走除外・競走除外に対応できないという問題があり、1976年10月には有力馬の発走除外に端を発する場外利用客の抗議行動が発生（メイランナー事件）。また“取替え”措置が発走時刻の遅れを引き起こすこともあり、日本中央競馬会は1977年9月9日、翌9月10日からは馬券の“取替え”を行わないと発表した。